# Bildungssystem in Kroatien

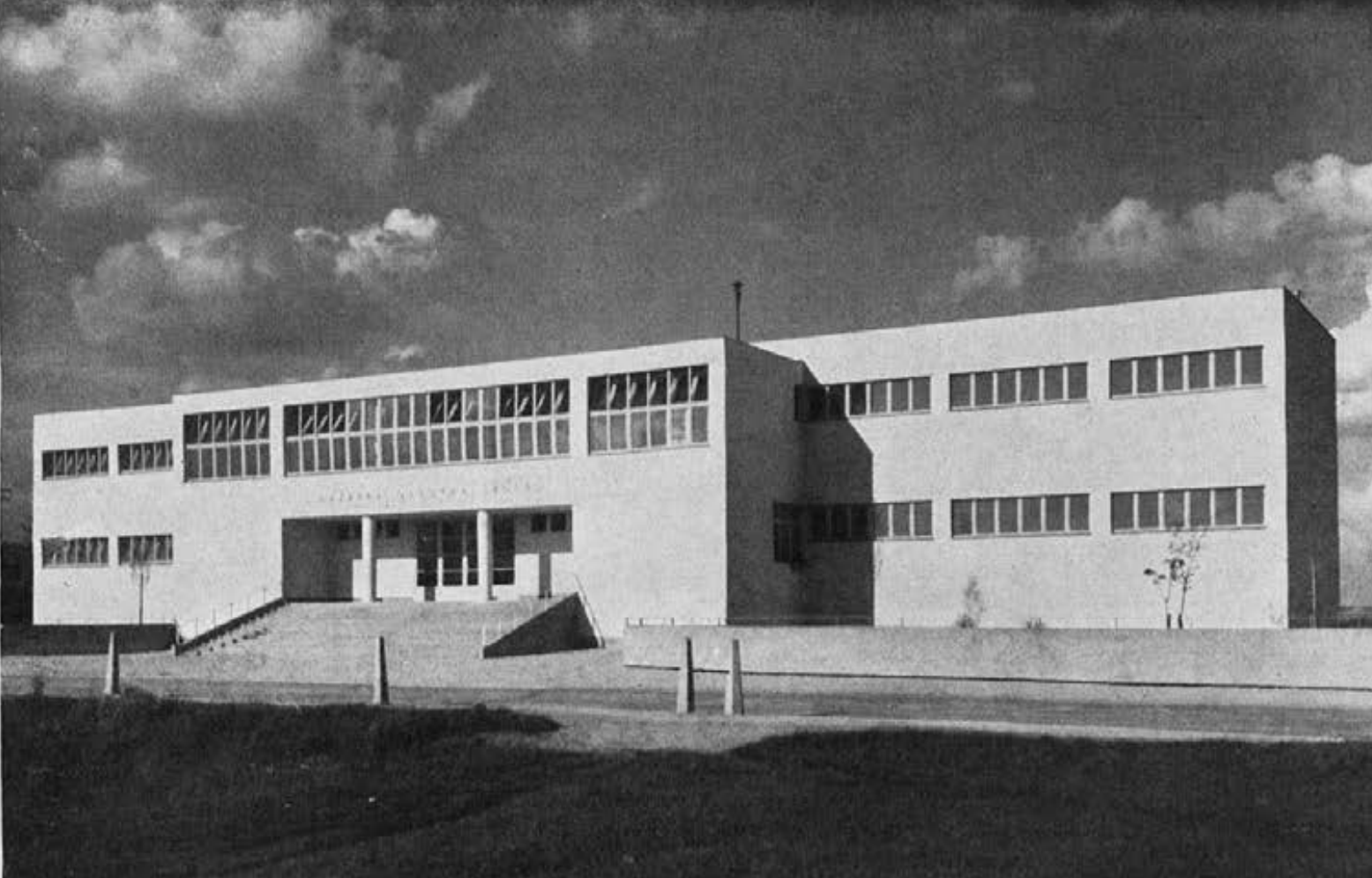
Grundschule in der Zagreber Selska Straße, 1930 von Ivan Zemljak im Stil des Neuen Bauens geplant

Im Bildungssystem in Kroatien ist der Unterricht für Kinder und Jugendliche im Alter von 6 bis 17 Jahren (11 Jahre) obligatorisch. Neben den staatlichen Schulen gibt nur sehr wenige Privatschulen im Land.

## Schulsystem

### Kindergarten
Der Unterricht beginnt in Vorschulen (predškola) und Kindergärten (vrtić), auf Bedarf ab dem ersten Lebensjahr. Es gibt über 450 Kindergärten im Land; die meisten von ihnen sind staatlich, daneben gibt es auch private. Viele Kindergärten sind in Grundschulen integriert. Die Vorschule wird von so gut wie allen Kindern besucht.

### Grundschule

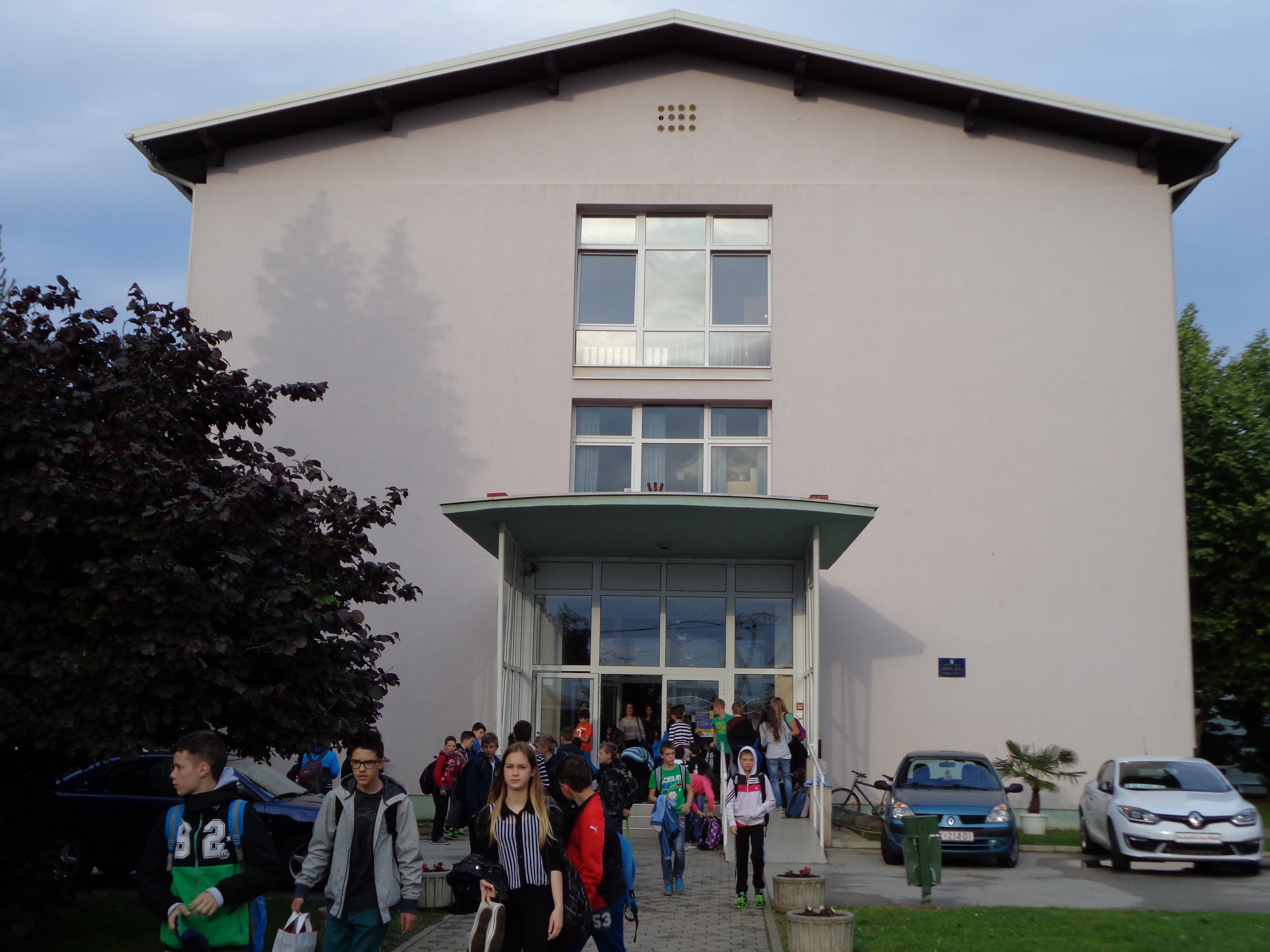
Grundschule in Mursko Središće

Die Kinder beginnen ihre obligatorische achtjährige Grundschulbildung im Alter von 6 oder 7 Jahren. Die Schüler werden in drei oder mehr Klassen eingeteilt, diese Klassen werden als A-Klasse, B-Klasse, C-Klasse usw. bezeichnet. Die Schüler wechseln die Klasse und werden erst nach der 4. Klasse neu gemischt. In abgelegenen Orten oder auf Inseln gibt es sehr kleine Schulen. Insgesamt gibt es 828 Grundschulen. Die öffentlichen Grundschulen unterliegen der Zuständigkeit der Kommunen, der Städte und Gemeinden.
Die Grundschulen sind in zwei Stufen unterteilt:
- 1. bis 4. Klasse, unterrichtet von einem Lehrer pro Klasse, der alle Fächer mit Ausnahme von Fremdsprachen und Religion unterrichtet, wie Kroatisch, Mathematik, bildende Kunst (likovna kultura), Natur und Gesellschaft (priroda i društvo), Sport, Musik und mindestens eine Fremdsprache (in der Regel Englisch, in der Regel ab der 1. Klasse und obligatorisch in der 4. Klasse). Religionsunterricht ist ein Wahlfach und die Studierenden können zwischen katholischem, orthodoxem und islamischem Religionsunterricht wählen. Die Schüler bleiben vier Jahre lang in einem Klassenraum.
- 5. bis 8. Klasse, mit Fachunterricht durch verschiedene Lehrer, mit neuen Fächern wie Geschichte, Geographie, Biologie, Chemie, Physik, Berufsvorbereitung, Informatik und zusätzlich zu Englisch oft eine zweite Sprache. Die Schüler haben kein festes Klassenzimmer mehr, sondern bewegen sich in der Schule, um zu ihren Fachräumen zu gelangen.
- Es gibt einige spezielle Grundschulen für Kinder mit Entwicklungsschwierigkeiten (Förderschulen) und Schulen mit musikalischem Schwerpunkt.
- Wegen der effektiven Grundschulpflicht (bereits von Jugoslawien eingeführt) liegt die Alphabetisierungsrate in Kroatien mit über 99 % auf einem hohen Niveau. Die Mehrheit der Kinder schafft es, die Grundschule abzuschließen.[4] Personen, die lediglich eine Grundschulausbildung abgeschlossen haben, werden als „unqualifizierte Arbeitnehmer“ (nekvalificirani radnik oder NKV) eingestuft. 2,8 % der Kroaten haben nie eine Grundschule besucht, 15,7 % haben sie nicht abgeschlossen und 21,7 % haben nur die Grundschule abgeschlossen. 47 % der Kroaten haben einen Sekundarschulabschluss und 7,9 % einen Universitätsabschluss (Stand 2007).[5]
- Die meisten Schulen unterrichten ab der ersten Klasse entweder Englisch, Deutsch oder Italienisch. Die meisten Schulen bieten ab der 4. Klasse eine Zweitsprache an. Die beliebtesten Fremdsprachen sind Englisch, Deutsch und Italienisch, gefolgt von Spanisch, Französisch und Russisch.[6]
- Im Jahr 2005 beschloss die kroatische Regierung, unter dem Titel „Hrvatski nacionalni obrazovni standard“ (Kroatischer nationaler Bildungsstandard) mit der Neugestaltung des Programms für die Grund- und Sekundarbildung zu beginnen. Die Schulreform ist seitdem ein dauerndes Thema der Bildungspolitik.

### Sekundarschule
Nach Abschluss der Grundschule können die Schüler ihre Ausbildung, auf  der Basis der Leistungen in der Grundschule, in weiterführenden Sekundarschulen von vier Jahren Dauer fortsetzen, an Gymnasien, Berufsschulen (Technik, Industrie, Handel) und Kunstschulen (Musik, Tanz, Kunst). Die Grund- und Sekundarschulbildung ist im Wesentlichen kostenlos, da sie größtenteils vom Bildungsministerium finanziert wird.

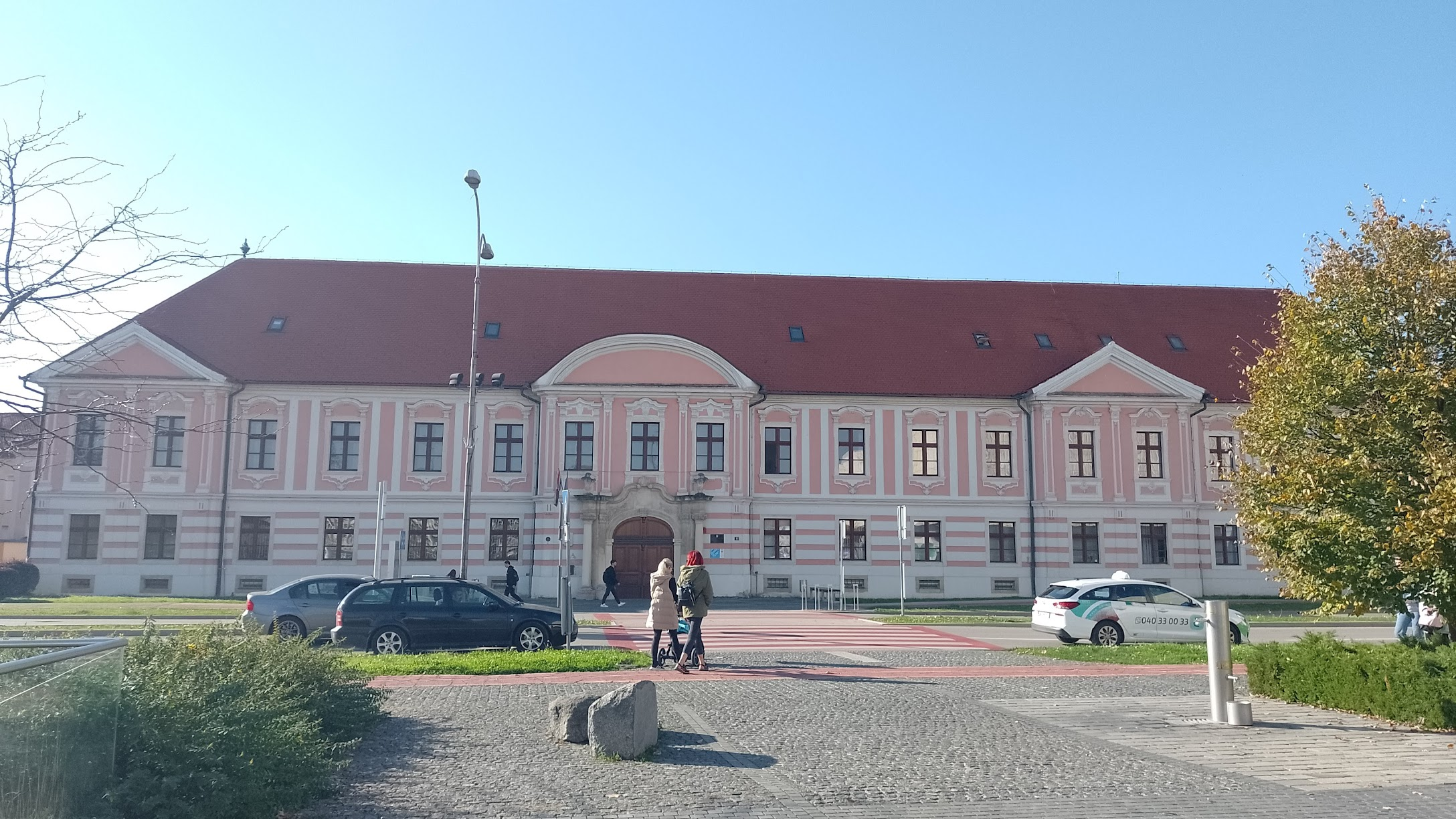
Musikspezialgymnasium in Varaždin

Sekundarschulen in Kroatien sind unterteilt in:
- Gymnasien mit vier verfügbaren Bildungsgängen: prirodoslovno-matematička gimnazija (spezialisiert auf Mathematik, Informatik und Naturwissenschaften), jezična gimnazija (mit Schwerpunkt auf Fremdsprachen und weniger Naturwissenschaften), klasična gimnazija (auf Latein und Altgriechisch konzentriert, so Klassisches Gymnasium Zagreb oder das katholische Collegium Ragusinum[8] in Dubrovnik) und opća gimnazija (allgemeine Ausbildung). Als allgemeinbildende Schule stellt das Gymnasium einen Übergang zur Berufsausbildung an Hochschulen dar, d. h. es qualifiziert nicht für einen bestimmten Beruf, sondern dient vor allem der Hochschulreife. Zu den Fächern gehören: Kroatisch, Mathematik, Englisch, 2. Fremdsprache (nach Wahl), 3. Fremdsprache (nur in fremdsprachenorientierten Schulen), Kunstgeschichte, Musik, Geschichte, Geographie, Biologie, Chemie, Physik, Soziologie, Psychologie, Informatik, Politik und Wirtschaft, Philosophie, Logik, Sport und ein Wahlfach. Als Wahlfach können die Schüler entweder Religion oder Ethik wählen. Die gymnasiale Ausbildung dauert vier Jahre.
- Berufsschulen (strukovne škole) in einem dualen System nach dem Vorbild Österreichs, die einem Schüler für einen bestimmten Beruf ausbilden, dauern drei bis fünf Jahre. Auch wirtschaftliche und handwerkliche Ausbildungen fallen in diese Kategorie. Das Medizingymnasium dauert als einziges fünf Jahre. Kunstschulen, die sich auf bildende Kunst, Musik o. ä. konzentrieren, dauern vier Jahre. Gymnasien, Wirtschaftsschulen und Ingenieurschulen dauern vier Jahre.
- Einzelne Sekundarschulen versorgen Schüler mit Grundfächern, die sie für ein Arbeitsumfeld in Kroatien benötigen. Personen mit einem weiterführenden Schulabschluss werden als „mittlere Kompetenz“ (srednja stručna sprema oder SSS) eingestuft.
- Absolventen von Berufsschulen mit einer Dauer von vier Jahren dürfen an der nationalen Abschlussprüfung (državna matura) teilnehmen und darauf eine Universität besuchen. Absolventen von berufsbildenden Schulen mit einer Dauer von 3 Jahren können darauf technische Berufsfachhochschulen besuchen.

Derzeit gibt es in Kroatien rund 90 Gymnasien und 300 Berufsschulen. Die öffentlichen weiterführenden Schulen unterliegen der Zuständigkeit der Regionalregierungen, meist der Landkreise.

### Probleme
Kroatien hat mit der Digitalisierung seiner Schulen im Rahmen einer landesweiten Digitalisierungsinitiative unter der Leitung von CARNET, dem kroatischen Nationalen Forschungs- und Bildungsnetzwerk, begonnen. In einer Pilotinitiative erhielten 920 Lehrkräfte und über 6.000 Schüler aus 151 Schulen Computer, Tablets und Präsentationsgeräte sowie eine verbesserte Anbindung und Lehrerausbildung. Als die COVID-19-Pandemie ausbrach, waren diese Schulen innerhalb von zwei Tagen fähig, Online-Programme anzubieten.
Bis Ende 2023 sollen mehr als 1.300 Grundschulen, weiterführende Schulen und Kunstschulen in Kroatien vollständig digitalisiert sein und etwa 20.000 Lehrer und anderes Bildungspersonal ausgebildet werden. Ziel ist es, allen kroatischen Schulen IT-Ausrüstung zur Verfügung zu stellen, aber auch Lehrkräfte auszubilden und digitales Lehrmaterial zu erstellen, um den digitalen Stand kroatischer Schulen zu steigern.
Aufgrund der niedrigen Lehrerlöhne herrscht in ganz Kroatien ein Lehrermangel.

## Tertiärbildung
Seit 2010 wird die Immatrikulation an höheren tertiären Bildungseinrichtungen durch die Ergebnisse der Matura-Abschlussprüfung bestimmt. Hochschulen bieten sowohl universitäre als auch berufsbezogene Studiengänge an. Hochschuleinrichtungen sind in Hochschulen, Fachhochschulen, bloße Fakultäten und künstlerische Akademien unterteilt.

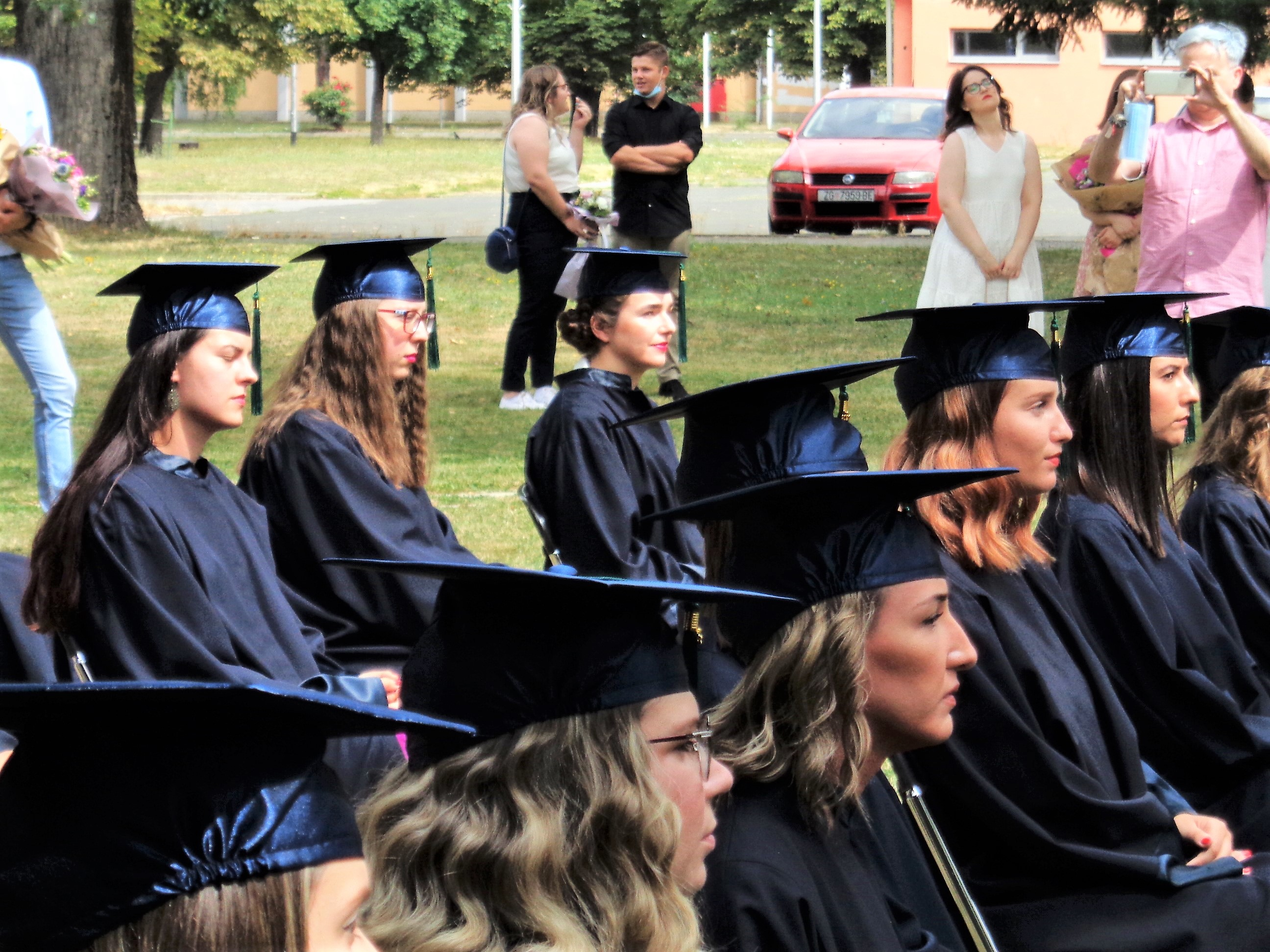
Diplomverleihung an der Universität Zagreb an Sonderpädagogen 2021

Studenten können sich für zwei grundlegende Hochschularten einschreiben:
- Polytechnische Schulen (veleučilište): das Studium dauert zwei bis drei Jahre und wird an Fachhochschulen und Hochschulen angeboten. Nach Abschluss erhalten die Absolventen den Titel „Professional Bachelor“ (bacc).
- Universitäten (sveučilište): Fünfjährige Universitätsprogramme ermöglichen Studenten  Abschlüsse auf Bachelor- (BA) (prvostupnik), Graduierten- (MA) (magistar),  Master of Education (magistar edukacije) oder Postgraduiertenniveau (PhD).
- Die Unterscheidung zwischen den Studiengängen an Universitäten und Fachhochschulen bestand früher in der Studiendauer und der endgültigen Einstufung der Studierenden – diese Grenze wird jedoch durch die Umsetzung des Bologna-Prozesses verwischt. Zuvor entsprach die veleučilište in etwa dem deutschen Konzept der Fachhochschule. Personen, die eine veleučilište abgeschlossen hatten, wurden als Personen mit „höherem Fachwissen“ (viša stručna sprema oder VŠS) eingestuft.

Staatliche Hochschulen sind gebührenfrei. Die Studierenden zahlen lediglich für Lehrbücher, Grundausstattung, Cafeteria-Essen, Studentenwohnheime und andere lebensnotwendige Dinge, obwohl der Staat jedes Jahr auch Tausende von Stipendien vergibt. Darüber hinaus übernimmt der Staat die Krankenversicherung für Studenten. Auch die Hochschulbildung ist größtenteils kostenlos, da die Regierung alle öffentlichen Universitäten finanziert und ihnen erlaubt, Quoten für die kostenlose Einschreibung festzulegen, die auf den vorherigen Ergebnissen der Studenten basieren.
Kroatien unterzeichnete die Bologna-Erklärung 2009 und versprach damit, sein Hochschulsystem an den sogenannten Bologna-Prozess anzupassen. Heute gibt es 90 öffentliche und 32 private Hochschuleinrichtungen in Kroatien, davon zehn Universitäten, die größte ist die Universität Zagreb. Daneben gibt es in Zagreb auch eine Kunst- und eine Musikakademie sowie seit 2006 eine Katholische Universität Kroatien.
Siehe Liste der Universitäten und Hochschulen in Kroatien

## Geschichte

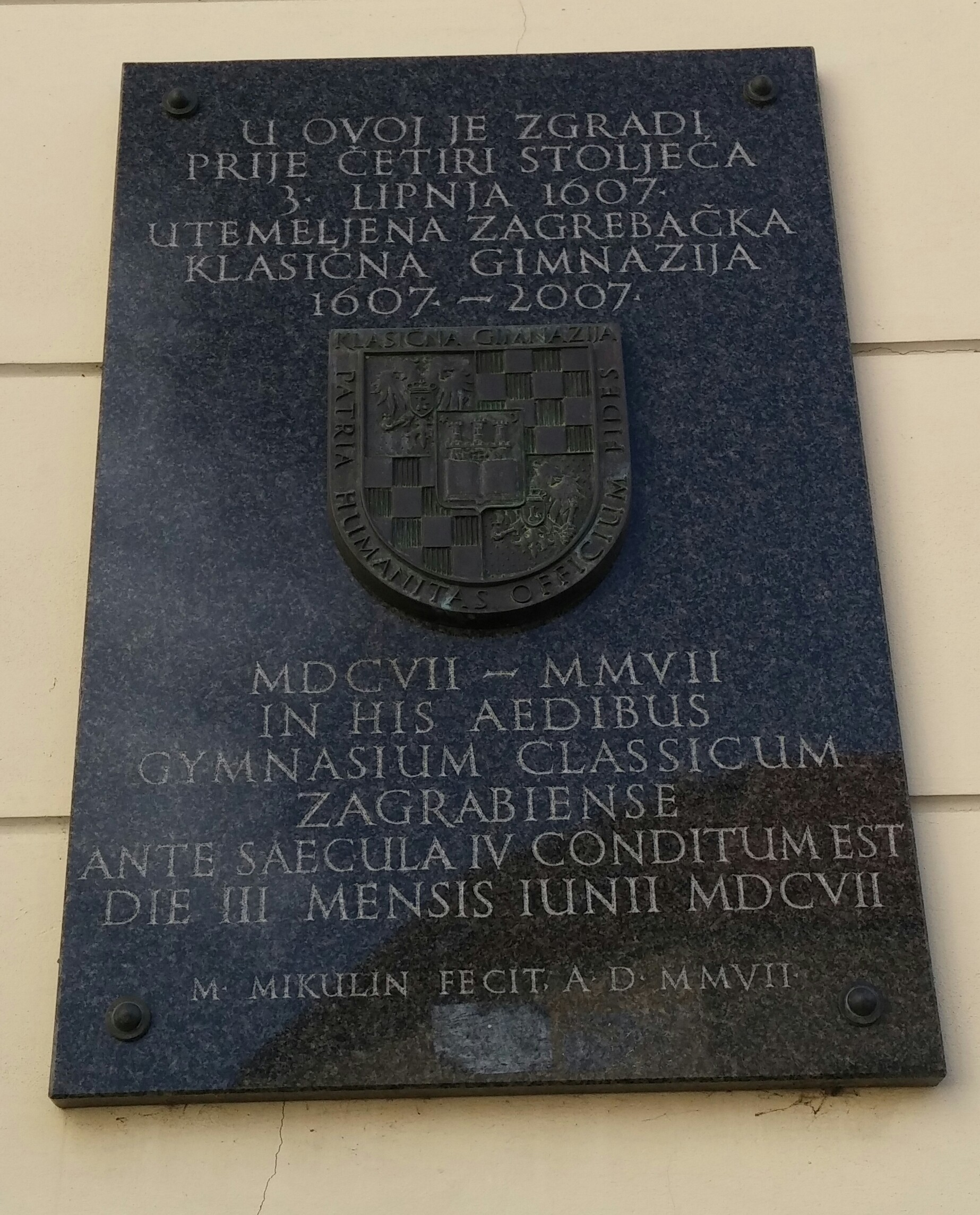
Tafel zum 400-jährigen Jubiläum des Klassischen Gymnasiums Zagreb 2007

Die Anfänge des Bildungswesens auf dem Gebiet Kroatiens reichen zurück bis ins 10. Jahrhundert, als die katholische Kirche nach dem Awareneinfall auf dem Balkan sich zuerst im Erzbistum Spalato und im Bistum Dubrovnik reorganisierte und die Klerikerausbildung wieder aufnahm. Das Bildungswesen war bis zum 18. Jahrhundert eng an die Kirche gebunden, so über das Jesuitengymnasium in Zagreb (1606, aufgestockt 1669 zur hochschulartigen Akademie), in Rijeka (1626 als erstes an der Adria) und in Varaždin ab 1636, Collegium Ragusinum ab 1658. Unter Kaiserin Maria Theresia mit ihrem im Jahr 1774 erlassenen Hofdekret zur Allgemeinen Schulordnung begann eine Schulreform im Bereich der Grundschulbildung. In jedem Ort mit einer Pfarrkirche war eine Volksschule zu errichten, und alle Kinder im Alter von 7. bis zum 12. Lebensjahr mussten diese Trivialschule besuchen. Im selben Jahr wurden in Bjelovar, Petrinja und Karlovac die ersten Lehrerbildungskurse organisiert. Die nationale und liberale Bewegung machte die Volksbildung zu ihrer Sache. Die erste staatliche Sekundarschule für Lehrerbildung mit einem Zweijahreskurs wurde 1849 in Zagreb errichtet, als Kroatien von Ungarn als eigenes Kronland abgezweigt wurde. Im Jahr 1874 verabschiedete der kroatische Sabor das erste Schulgesetz, das die fünfjährige Pflichtschulbildung regelte und anstelle des Deutschen Kroatisch zur obligatorischen Unterrichtssprache wurde. Ab 1945 gab es eine siebenjährige Schulpflicht, seit 1958 galt in Jugoslawien die achtjährige Schulpflicht für alle Kinder im Alter von 7 bis 15 Jahren.
Die erste Universität war die 1396 gegründete Universität Zadar, die jedoch wegen der Türken wenig Bedeutung erlangte. Die größte und älteste kontinuierlich betriebene kroatische Universität ist die 1669 zunächst als Jesuitenhochschule gegründete Universität Zagreb, die als dritte in Königreich Ungarn gegründet worden ist. Die zweitälteste Kroatiens ist die Universität Rijeka, die erst 1973 gegründet wurde, doch in einzelnen Fakultäten auch auf die Jesuiten zurückgeführt werden kann. Die Lehrerausbildung erfolgte im sozialistischen Jugoslawien an Lehrerbildungsinstituten und Pädagogischen Akademien. Bei einer akademischen Lehrerausbildung ist es geblieben, wenn auch enger an die Universitäten angelehnt.

## Einzelbelege
1. ↑  Schulsystem Kroatiens. Universität Graz, abgerufen am 16. September 2023.
2. 1 2  Das kroatische Bildungssystem. Konrad-Adenauer-Stiftung, 5. April 2010, abgerufen am 16. September 2023.
3. 1 2  Kroatien.eu - Land und Leute. Abgerufen am 16. September 2023.
4. ↑  Croatia. In: The World Factbook. Central Intelligence Agency, 8. September 2023 (cia.gov [abgerufen am 16. September 2023]).
5. ↑  21,7 posto hrvatskih građana ima završenu samo osnovnu školu. Abgerufen am 16. September 2023 (kroatisch).
6. ↑  Nenad Padaric: Der Status des Deutschen als Fremdsprache in kroatischen Grund- und Mittelschulen zwischen 2004 und 2019. Universität Zagreb, 2021, abgerufen am 17. September 2023.
7. ↑  Berufsbildung in Kroatien: Lernen von den Besten. 7. November 2018, abgerufen am 16. September 2023 (deutsch).
8. ↑  Collegium Ragusinum. Abgerufen am 17. September 2023.
9. ↑  Croatian Academic and Research Network. Abgerufen am 23. September 2023 (amerikanisches Englisch).
10. ↑  EIB Group Activities in EU cohesion regions in 2021. Abgerufen am 16. September 2023 (englisch).
11. ↑  Inforegio - The e-Schools project moves Croatian children and teachers towards digital education. Abgerufen am 16. September 2023.
12. ↑  Gehälter im Vergleich: Wie viel verdienen Lehrer in Europa? 12. Dezember 2022, abgerufen am 16. September 2023.
13. ↑  Jesuits in Croatia. Abgerufen am 17. September 2023.
14. ↑  https://www.researchgate.net/publication/297967838_The_development_and_prospects_of_teacher_education_in_Croatia
15. ↑  S. Pavićević: Das Bildungssystem der Sozialistischen Föderativen Republik Jugoslawien (SFRJ). In: International Review of Education / Internationale Zeitschrift für Erziehungswissenschaft / Revue Internationale de l'Education. Band 16, Nr. 3, 1970, ISSN 0020-8566, S. 375–377, JSTOR:3442860.
16. ↑  Länderberichte. Abgerufen am 16. September 2023.